# Lago di Val Gallina
Il lago di Val Gallina è un bacino artificiale situato nell'omonima valle tra i comuni di Longarone e Soverzene, in provincia di Belluno.

## Descrizione
La diga a cupola è alta 89  m; i lavori per la sua costruzione furono commissionati dalla SADE, e completati nel 1951. La progettazione idraulica fu affidata all'ingegnere Carlo Semenza, che si occupò anche di molti altri invasi artificiali nell'asta del Piave, in particolare della tristemente famosa diga del Vajont, che si trova pochi chilometri più a nord in una valle parallela alla val Gallina.
Il lago costituisce l'elemento di raccordo di tutti i bacini artificiali dislocati lungo il sistema idraulico Piave-Boite-Maè; esso alimenta direttamente la centrale idroelettrica Achille Gaggia a Soverzene, che ne utilizza il contenuto con funzione di regolazione giornaliera. Per questo motivo è possibile osservare oscillazioni anche ampie del livello del lago, nel corso di sole 24 ore.

## Dati tecnici
- Tipologia diga: a volta a doppia curvatura
- Altezza: 92,37 m dal punto più depresso delle fondazioni
- Altezza dal piano dell'alveo: 89 m
- Sviluppo del coronamento: 228 m
- Volume della diga: 99.100 m³
- Livello massimo invaso: 677 m
- Livello massimo piena: 678,5 m
- Capacità invaso massimo: 6,4 milioni di m³
- Capacita invaso utile: 6,24 milioni di m³
- Superficie del bacino imbrifero: 14,40 km²
- Corso d'acqua: Rio di Val Gallina